# Boucles de l'Aulne 2023
La 65e édition des Boucles de l'Aulne (la 23e édition depuis que la course est classée par l'UCI en 1999) a lieu le 14 mai 2023. La course fait partie du calendrier UCI Europe Tour 2023 en catégorie 1.1. C'est également la douzième épreuve de la Coupe de France sur route.
La course est remportée par Greg Van Avermaet (AG2R Citroën) qui s'impose lors d'un sprint de plusieurs coureurs devant Florian Vermeersch (Lotto Dstny) et Jon Barrenetxea (Caja Rural-Seguros RGA).

## Présentation

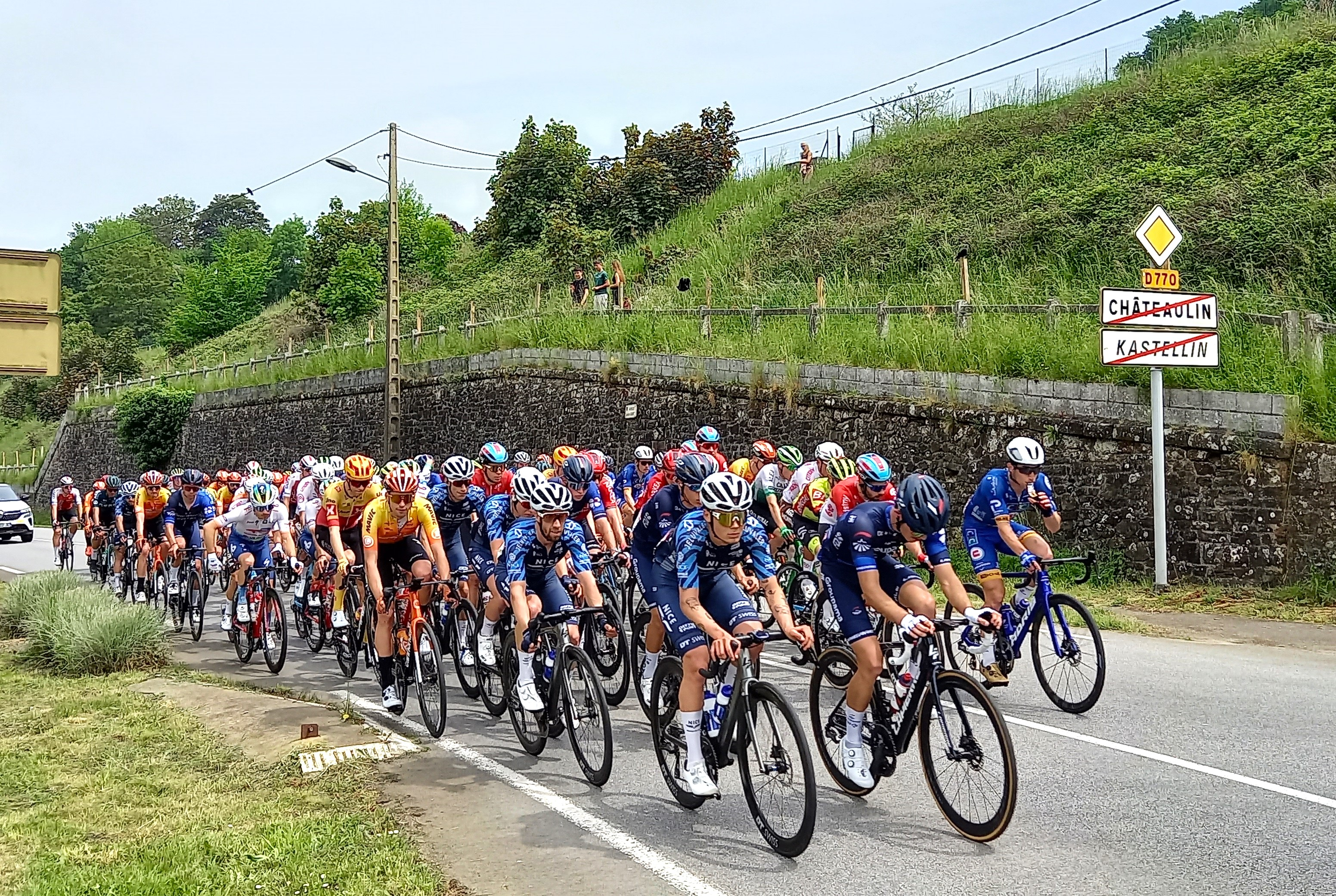
Le peloton devant les gradins de l'avenue Louison-Bobet.

### Parcours
Le tracé de cette édition, long de 181,1 kilomètres, a été modifié par rapport à l'édition précédente. Les coureurs engagés vont en effet passer devant les gradins de l'avenue Louison-Bobet, face à l'Aulne, pour la première fois depuis l'édition 1998 du critérium. La côte de Menez Quelerc'h est gravie à six reprises par les participants, dont trois fois jusqu'au sommet lors des plus grandes boucles de la course.

### Équipes
Quinze équipes participent à cette édition des Boucles de l'Aulne : quatre WorldTeams, sept équipes continentales professionnelles et quatre équipes continentales,.
| WorldTeams (4)- Groupama-FDJ - AG2R Citroën Team - Cofidis - Arkéa-Samsic ProTeams (7)- TotalEnergies - Bingoal WB - Caja Rural-Seguros RGA - Equipo Kern Pharma - Euskaltel-Euskadi - Lotto Dstny - Uno-X Pro Cycling Team Équipes continentales (4)- CIC U Nantes Atlantique - Nice Métropole Côte d'Azur - Saint Michel-Mavic-Auber 93 - Team Ecoflo Chronos |
| |

## Classement final
| \| Classement général \| Classement général \| Classement général \| Classement général \| Classement général \| \| Coureur \| Coureur \| Pays \| Équipe \| Temps \| \| ------------------ \| ------------------ \| ------------------ \| ---------------------- \| ------------------ \| \| 1er \| Greg Van Avermaet \| Belgique \| AG2R Citroën Team \| 4 h 21 min 06 s \| \| 2e \| Florian Vermeersch \| Belgique \| Lotto Dstny \| + 0 s \| \| 3e \| Jon Barrenetxea \| Espagne \| Caja Rural-Seguros RGA \| + 0 s \| \| 4e \| Marco Tizza \| Italie \| Bingoal WB \| + 0 s \| \| 5e \| Clément Venturini \| France \| AG2R Citroën Team \| + 0 s \| \| 6e \| Axel Zingle \| France \| Cofidis \| + 0 s \| \| 7e \| Samuel Watson \| Royaume-Uni \| Groupama-FDJ \| + 0 s \| \| 8e \| Luca Van Boven \| Belgique \| Bingoal WB \| + 0 s \| \| 9e \| Romain Grégoire \| France \| Groupama-FDJ \| + 0 s \| \| 10e \| Sandy Dujardin \| France \| TotalEnergies \| + 0 s \| |                    |             |                        |                 |
| |                    |             |                        |                 |
| Source : ProCyclingStats |                    |             |                        |                 |
| Classement général |                    |             |                        |                 |
| Coureur | Coureur            | Pays        | Équipe                 | Temps           |
| 1er | Greg Van Avermaet  | Belgique    | AG2R Citroën Team      | 4 h 21 min 06 s |
| 2e | Florian Vermeersch | Belgique    | Lotto Dstny            | + 0 s           |
| 3e | Jon Barrenetxea    | Espagne     | Caja Rural-Seguros RGA | + 0 s           |
| 4e | Marco Tizza        | Italie      | Bingoal WB             | + 0 s           |
| 5e | Clément Venturini  | France      | AG2R Citroën Team      | + 0 s           |
| 6e | Axel Zingle        | France      | Cofidis                | + 0 s           |
| 7e | Samuel Watson      | Royaume-Uni | Groupama-FDJ           | + 0 s           |
| 8e | Luca Van Boven     | Belgique    | Bingoal WB             | + 0 s           |
| 9e | Romain Grégoire    | France      | Groupama-FDJ           | + 0 s           |
| 10e | Sandy Dujardin     | France      | TotalEnergies          | + 0 s           |